# Sierra de Cádiz
Sierra de Cádiz ist eine spanische Comarca im Nordosten der andalusischen Provinz Cádiz. Sie hat ihren Namen durch das gleichnamige Gebirge erhalten, welches die komplette Comarca durchzieht. Die Hauptstadt der Comarca ist Arcos de la Frontera.
Die Comarca wurde, wie alle Comarcas in der Autonomen Gemeinschaft Andalusien, mit Wirkung zum 28. März 2003 eingerichtet.

## Geographie
| Bajo Guadalquivir | Campiña de Morón y Marchena                 | Sierra Sur de Sevilla |
| Campiña de Jerez  | Kompassrose, die auf Nachbargemeinden zeigt | Guadalteba            |
| Campiña de Jerez  | Campiña de Jerez                            | Serranía de Ronda     |

## Gemeinden
| Gemeinde                | Einwohner (2024) | Fläche km² | Dichte Einw./km² | Cod INE | Postleitzahl |
| ----------------------- | ---------------- | ---------- | ---------------- | ------- | ------------ |
| Alcalá del Valle        | 4.936            | 46,89      | 105              | 11002   | 11693        |
| Algar                   | 1.436            | 26,61      | 54               | 11003   | 11639        |
| Algodonales             | 5.443            | 134,16     | 41               | 11005   | 11680        |
| Arcos de la Frontera    | 31.046           | 527,58     | 59               | 11006   | 11630        |
| Benaocaz                | 754              | 69,39      | 11               | 11009   | 11612        |
| Bornos                  | 7.533            | 54,31      | 139              | 11010   | 11640        |
| El Bosque               | 2.249            | 30,75      | 73               | 11011   | 11659        |
| Espera                  | 3.777            | 123,44     | 31               | 11017   | 11648        |
| El Gastor               | 1.698            | 27,55      | 62               | 11018   | 11687        |
| Grazalema               | 1.998            | 122,41     | 16               | 11019   | 11610        |
| Olvera                  | 7.864            | 193,57     | 41               | 11024   | 11690        |
| Prado del Rey           | 5.667            | 48,58      | 117              | 11026   | 11660        |
| Puerto Serrano          | 6.898            | 79,85      | 86               | 11029   | 11659        |
| Setenil de las Bodegas  | 2.624            | 82,15      | 32               | 11034   | 11692        |
| Torre Alháquime         | 798              | 17,36      | 46               | 11036   | 11691        |
| Ubrique                 | 16.439           | 69,75      | 236              | 11038   | 11600        |
| Villaluenga del Rosario | 462              | 59,46      | 8                | 11040   | 11611        |
| Villamartín             | 12.169           | 211,88     | 57               | 11041   | 11650        |
| Zahara de la Sierra     | 1.355            | 72,48      | 19               | 11042   | 11688        |
| Comarca Sierra de Cádiz | 115.146          | 1.998,17   | 58               | –       | –            |

## Nachweise
1. ↑  Instituto Nacional de Estadística Municipal Register of Spain
2. ↑  Orden de 14 de marzo de 2003, por la que se aprueba el mapa de comarcas de Andalucía a efectos de la planificación de la oferta turística y deportiva, Boletín Oficial de la Junta de Andalucía (Amtsblatt der Regierung von Andalusien), Nr. 59 vom 27. März 2003, S. 6248